# Grub (Maierhöfen)
Grub (westallgäuerisch: Gruəp, Gruəb) ist ein Gemeindeteil der Gemeinde Maierhöfen im bayerisch-schwäbischen Landkreis Lindau (Bodensee).

## Geographie
Die Einöde liegt circa 1,5 Kilometer nordwestlich des Hauptorts Maierhöfen und zählt zur Region Westallgäu.

## Ortsname
Der Ortsname ist ein ehemaliger Flurname und bedeutet (Siedlung) an der Grube.

## Geschichte
Grub wurde erstmals im Jahr 1621 mit Georg Grueber zu der Grueb urkundlich erwähnt.
Grub gehörte einst zum Gericht Grünenbach in der Herrschaft Bregenz. Später dann bis zum 1. Januar 1935 gehörte die Ortschaft der Gemeinde Gestratz an.

## Persönlichkeiten
- Hyronimus (Hieronimus) Mader (1842–1905), Miterfinder der zusammenfaltbaren Kamera[4]